# Monumento natural Picaflor de Arica
El monumento nacional Picaflor de Arica es un espacio natural protegido por ley de Chile.

## Ubicación
Sus 11 hectáreas están ubicadas en la confluencia de las quebradas Vítor y Garza, poco antes de la desembocadura en el mar.